# Hét
Hét je obec v Maďarsku v župě Borsod-Abaúj-Zemplén, spadající pod okres Putnok. Nachází se blízko hranic se Slovenskem. V roce 2015 zde žilo 476 obyvatel. Dle údajů z roku 2001 zde byli všichni obyvatelé maďarské národnosti. Název znamená "sedm".
Obec rovněž zahrnuje osady Aszóbányatelep, Pogonypuszta a Soldostelep.
Nedaleko Hétu protéká řeka Sajó. Sousedními vesnicemi jsou Sajónémeti a Serényfalva.